# Izquierda Unida de Navarra
Izquierda Unida de Navarra (IUN-NEB), en euskera Nafarroako Ezker Batua, es una organización política de la Comunidad Foral de Navarra, España. Se definen como un movimiento político y social organizado de la izquierda navarra y está federado con la organización política española Izquierda Unida.
Ubicada en el espectro político de la izquierda, IUN-NEB tiene como objetivo el dinamizar un pensamiento crítico encaminado a lograr un cambio social fundamental en la libertad, igualdad y solidaridad. En unión de otros movimientos, en especial los ecologistas, suele acudir a las diferentes elecciones ofreciendo una oferta progresista y ecologista. En 2011 estableció con Batzarre la coalición electoral Izquierda-Ezkerra.

## Definición y organización
En los propios estatutos de la organización Izquierda Unida de Navarra - Nafarroako Ezker Batua (IUN-NEB) se define con "un movimiento político y social unitario en la línea política general y en el programa" cuyo objetivo es 

transformar gradualmente el sistema capitalista económico, social y político en un sistema socialista democrático fundamentado en los principios de justicia, igualdad y solidaridad y organizado en una forma de Estado de Derecho, Federal y Republicano defensor del feminismo, el ecologismo, el  pacifismo, así como contrario a cualquier otra forma de opresión, y en la defensa plena de todos los derechos humanos, individuales y colectivos.

### Áreas de elaboración
Para lograr esos objetivos la organización está estructurada en diferentes áreas de elaboración colectiva. En estas áreas participa, de manera natural, la afiliación y están abiertas a todos los organismos, movimientos sociales, colectivos o personas con intereses comunes en la modificación de las estructuras actuales de las mismas. Estas áreas son;
- Autogobierno y Administración Local.
- Medio Ambiente y Ordenación del Territorio.
- Educación, Cultura y Comunicación.
- Economía y Empleo.
- Salud y Bienestar Social.
- Mujer.
- Paz, Solidaridad y Derechos Humanos.
- Libertad Afectivo-Sexual.

### Órganos de dirección
- Asamblea de base: es el órgano político básico de la organización constituyendo la primera y fundamental expresión de la acción política de IUN - NEB en la sociedad. Cada Asamblea de base tiene plena soberanía y autonomía para determinar las acciones en el ámbito de sus competencias, sin entrar en contradicciones con las directrices de la organización o de su dirección. Puede elegir representantes para el consejo político. Tiene como funciones; el discutir y elaborar las políticas de IUN, decidir el desarrollo de las políticas en su ámbito de acción, atender la participación de los afiliados, elegir a los representantes para los otros órganos de la organización.

- Comisión Local: está compuesta por el Coordinador local, responsable de la organización y por los miembros que haya decidido la Asamblea de base. Sus funciones son, el programar la estrategia y actividades, debatir los balances y presupuestos locales, aprobar el Reglamento de Funcionamiento Interno del Grupo Municipal y desarrollar la organización.

- Coordinador Local: lo elige la Asamblea Local y tiene como funciones representar al conjunto de la organización a nivel local, coordinar la Comisión y el Consejo Político Local y dinamizar la vida política de la Comisión y el Consejo Político local.

- Asamblea General: expresa la soberanía de IUN - NEB y en ella se define la línea política general. Se reúne cada tres años o extraordinariamente cuando se determine, la convoca el Consejo Político y las decisiones adoptadas son vínculantes para toda la organización. La Asamblea General debe, discutir y aprobar las líneas políticas y las estrategias generales, discutir y aprobar el informe del Coordinador General y elegir a la Comisión Ejecutiva. La Asamblea General está formada por los miembros de la anterior Asamblea general (Coordinador General, Comisión Ejecutiva y Consejo Político) y los delegados de las Asambleas Locales.

- Consejo Político: es el máximo órgano de decisión entre Asambleas Generales. Se reúne por lo menos 6 veces al año y lo convoca la Comisión Ejecutiva. Sus funciones son las de dirigir el trabajo político, social e institucional mediante la programación de las estrategias y actividades, convoca a la Asamblea general y discute y aprueba los informes del Coordinador General, así como el programa de gobierno para Navarra. Es el responsable de la elección de candidaturas para las elecciones forales, estatales y europeas y ratifica las candidaturas locales. Convoca referéndums internos. El eje a los representantes que correspondan a IUN - NEB en Consejo Político Federal de IU. Lo componen, los miembros elegidos por la Asamblea General, los miembros de la Comisión Ejecutiva y un representante por cada Asamblea de base constituida formalmente y que alcance los 10 afiliados.

- Comisión Ejecutiva: asegura la dirección política permanente entre reuniones del Consejo Político. Representa a IUN - NEB en todas la instancias de la administración y en la vida social y política, tiene la representación legal del partido. Entre sus funciones está la de establecer las líneas generales de la actuación del Grupo Parlamentario en el Parlamentario Foral y en las Cortes para los asuntos relacionados con Navarra. La Comisión Ejecutiva está compuesta por el Coordinador General, los miembros elegidos por la Asamblea General y, en el caso de producirse vacantes, por el Consejo Político.

- Coordinador General: elegido por la Asamblea General tiene como funciones, representar a IUN - NEB, convocar, presidir y coordinar la Comisión Ejecutiva y elaborar los informes a debatir en el Consejo Político.

#### Coordinadores Generales
1. Martín Landa, elegido por la II Asamblea General (octubre de 1990).
2. Félix Taberna, elegido por la III Asamblea General (diciembre de 1992) y reelegido en la IV (marzo de 1996) y la V (diciembre de 1999).
3. Ion Erro, elegido por la VI Asamblea General (febrero de 2004).
4. José Miguel Nuin, elegido por la VII Asamblea General (noviembre de 2007).
5. Marisa de Simón Caballero, elegida por la X Asamblea General (marzo de 2017).
6. Carlos Guzmán Pérez, elegido por la XI Asamblea General (octubre de 2021).

#### Composición actual
Coordinador General
Carlos Guzmán Pérez
Secretaria de Organización
Mª Eugenia San Martín Jáuregui
Comisión Colegiada
Mª Eugenia San Martín Jáuregui
Rafa Martinena López
Isabel Burbano Sánchez
David Álvarez Yanguas
Eva González Fernández
Iñaki Bernal Lumbreras
Pilar Gastón Sierra
José Miguel Nuin Moreno
Virginia Guerra Ros
Javier Barinaga Adrián

### Relación con Ezker Anitza
De acuerdo con la "histórica relación que existe entre Navarra y la Comunidad Autónoma Vasca", IUN-NEB posee, en su estructura de organización, un órgano de encuentro con el referente de Izquierda Unida en el País Vasco, Ezker Anitza, la Comisión de encuentro entre IUN-NEB y Ezker Anitza. Se trata de un órgano paritario que tiene como objetivo la coordinación y la puesta en común de los diferentes puntos de vista de ambas organizaciones sobre los aspectos sociales y políticos comunes. Está formado, por parte navarra, por los miembros de la Comisión Ejecutiva que se determinen y dará cuentas al Consejo Político.

## Historia

### Inicios
El 27 de abril de 1986 se constituía Izquierda Unida a nivel estatal. Lo hacía ante la 

ineludible necesidad para recuperar la esperanza que subyace en los anhelos de tantos españoles que se pronuncian por la paz y la neutralidad, el trabajo para todos y la consagración, en definitiva, de una democracia avanzada sin espacios excluidos a la soberanía popular

 y estaba destinada a la convocatoria a elecciones del 22 de junio de ese año. En la propia constitución de la plataforma, se hacía un llamamiento a la creación de proyectos similares en las comunidades y nacionalidades que componen España; 

...esa respuesta la concebimos como a una convocatoria abierta a todas las incorporaciones que se produzcan; e invitando, ya desde ahora, a que se formen plataformas de la Izquierda Unida a nivel de las distintas Comunidades Autónomas, provincias, ciudades, pueblos, centros de trabajo, de estudios, etc.

Los partidos y agentes políticos y sociales que impulsaban la constitución de IU en el estado también lo hicieron en las autonomías. Así en Navarra se fundaba Izquierda Unida de Navarra el 29 de abril del mismo año con el mismo fin que la estatal, presentarse a las elecciones del 22 de junio. Los resultados fueron modestos, obteniéndose el 1,55% de los votos en este primer encuentro electoral, lo cual significó, en todo caso, un avance respecto a los resultados del PCE-EPK en las anteriores elecciones de 1982, en las que había obtenido únicamente un 0,72%. En estas primeras elecciones Izquierda Unida de Navarra había tenido que competir también con la Mesa para la Unidad de los Comunistas, el partido de Santiago Carrillo, que obtuvo un 0,57% de los votos.
En las elecciones forales (parlamento) y municipales que se celebraron al año siguiente obtuvo un porcentaje inferior, el 1,39% y representación en cinco ayuntamientos con un total de 7 concejales. Tres años después, en 1989 llega al 3,19% en las elecciones al Parlamento Europeo, comenzaba la penetración en la sociedad navarra.

### I Asamblea General
En mayo de 1989 se constituye el Consejo Político de IU de Navarra, compuesto por ocho miembros del PCE-EPK, dos del PASOC y cinco independientes, y se convoca la I Asamblea General que se celebró el 16 de septiembre de ese año en la que Izquierda Unida-Ezker Batua de Navarra se constituye como federación dentro de Izquierda Unida para la Comunidad Foral de Navarra. En las elecciones generales de octubre de 1989 IUN obtiene el 3,91% de los votos. En septiembre de 1990 se constituye la rama navarra de la Coordinadora Federal de Independientes, que pretendía agrupar a los militantes independientes del partido (que no militaban en ninguno de los partidos que formaban IU). En Navarra, los militantes independientes (a diferencia de otras comunidades) eran mayoría, aunque no todos se integraron en la Coordinadora.

### II Asamblea General
La II Asamblea General se realizaría en octubre de 1990 y en ella se decide la creación del cargo de coordinador general, que recaería en Martín Landa, independiente, y se apuesta por una línea de trabajo para recuperar la hermandad histórica entre las comunidades de Navarra y País Vasco, aunque se decide que IUN-NEB no apoyaría ningún planteamiento de integración de Navarra en la Comunidad Autónoma del País Vasco a través del vigente Estatuto de Autonomía.
En las elecciones de mayo de 1990, forales y municipales, logra, por primera vez, representación en el parlamento navarro, dos parlamentarios (Félix Taberna y Martín Landa), y sube a 12 el número de concejales, uno de ellos en Pamplona.

### III Asamblea General
En diciembre de 1992 se celebra la III Asamblea General en la que sale como coordinador general Félix Taberna. Se toma la decisión de que la Comisión Ejecutiva fuera elegida entre los afiliados y no tuviera representantes de los partidos que componían la organización.
En las elecciones generales de junio de 1993 llega a obtener el 8,83% de los votos y en las europeas del año siguiente alcanza el 12,77%, en lo que sería su techo electoral. La siguiente cita electoral, las forales y municipales de mayo de 1995, obtiene cinco parlamentarios con un porcentaje del 9,43% de los votos y 49 concejales distribuidos en 24 localidades, de ellos dos llegarían a alcalde y el partido entraría en el equipo de gobierno del ayuntamiento de Pamplona.
En las generales de marzo de 1996 obtiene el 12,45% de los votos lo que se tradujo en la elección del primer y único diputado al Congreso hasta la fecha, Julián Fernández.

### IV Asamblea General
En marzo de 1996 se celebra la IV Asamblea de IU-EB de Navarra en Pamplona. Félix Taberna es reelegido coordinador general. La nueva Comisión Ejecutiva queda compuesta por Félix Taberna, Ion Erro, Martín Landa, Francisco Jiménez, Isabel Arboniés, José Miguel Nuin, Maite Mola, Javier Jimeno, Ginés Cervantes, Manuel Rodríguez, Eusebio García, José Alonso (sustituido por José Sánchez, al fallecer al día siguiente), Pedro Vázquez, José Javier Echeverría, Iñaki Fernández de Aránguiz, Pablo Lorente, Juan Antonio Iriarte, José Mª Íñiguez y Maite Sanjuanes.
En febrero de 1997 hay una serie de discrepancias que acabarían con la sustitución del parlamentario foral Pablo Lorente.
En los años siguientes los resultados electorales se retraerían, así en las forales de 1999, un 6,88% de los votos y tres parlamentarios, en las municipales de esa fecha 40 concejales en 24 pueblos con un 5,99% de porcentaje global y en las europeas un 5,4%.

### V Asamblea General
En diciembre de 1999 se celebra la V Asamblea de IU-EB de Navarra en Pamplona. Los nuevos estatutos incluyen el cambio de nombre por Izquierda Unida de Navarra-Nafarroako Ezker Batua (IUN-NEB). Es reelegido Félix Taberna como coordinador general; la Comisión Ejecutiva queda integrada, además, por Ion Erro, José Miguel Nuin, Lidia Biurrun, Eusebio García, Isabel Arboniés, Pedro Vázquez, Manuel Rodríguez, Pedro Esparza, Carlos Lázaro, Juan Gracia, Iñaki Aierdi, Javier Jimeno, Francisco Jiménez, Maite Mola, Ángel Tamames y Santiago Viedma. Se instituye la Fiesta de IUN-NEB a celebrar anualmente.
En las elecciones forales y municipales de 2003 obtiene un 8,77% de los votos y logra cuatro parlamentarios: Félix Taberna, Ana Figueras, José Miguel Nuin y Miguel Izu. En las municipales logra 43 concejales, uno llegaría a alcalde, y participaría en los equipos de gobierno de muchos ayuntamientos.

### VI Asamblea General
En febrero de 2004 se celebra la VI Asamblea General en la que se nombra coordinador general a Ion Erro. En esta asamblea se toman decisiones sobre la globalización, el estado de bienestar navarro, federalismo (Navarra en el marco de un estado federal) y la participación de la ciudadanía en los ayuntamientos.
En mayo de 2007 en las elecciones forales sufrió una sensible bajada de votos, obteniendo el 4,35% y dos parlamentarios, Ion Erro y Ana Figueras, y 21 concejales.

### VII Asamblea General
En noviembre de 2007 se celebró la VII Asamblea General, ante la dimisión de Ion Erro por los malos resultados electorales se elige como nuevo coordinador a José Miguel Nuin. Sin embargo, esto no revirtió la tendencia a la baja de la coalición, que volvió a empeorar sus resultados en las generales de 2008, para después mejorar ligeramente los resultados en las europeas.

### VIII Asamblea General
En febrero de 2010 se celebra la VIII Asamblea General, que reelige a José Miguel Nuin como coordinador y renueva los órganos de dirección. Apuesta por la refundación de la izquierda y, de cara a las elecciones de 2011, por la constitución de un polo de izquierdas que reúna a las diversas fuerzas y personas de la izquierda transformadora existentes entre el PSN-PSOE y Nafarroa Bai,
En noviembre de 2010 alcanzó un acuerdo con Batzarre (anteriormente integrado en Nafarroa Bai) para concurrir juntos a las elecciones de 2011. La coalición se presentó en enero de 2011 con la denominación Izquierda-Ezkerra. La coalición se ha mantenido para las elecciones generales de 2011, europeas de 2014 y autonómicas y municipales de 2015.

## Resultados electorales
Los resultados electorales mostrados son referidos a la circunscripción de Navarra.
| Resultados electorales de IUN-NEB             | Resultados electorales de IUN-NEB | Resultados electorales de IUN-NEB | Resultados electorales de IUN-NEB | Resultados electorales de IUN-NEB |
| Elecciones                                    | Votos                             | %                                 | Parlamentarios                    | +/-                               |
| --------------------------------------------- | --------------------------------- | --------------------------------- | --------------------------------- | --------------------------------- |
| Elecciones al Parlamento de Navarra de 1987   | 3.802 (#10)                       | 1,36                              | 0/50                              |                                   |
| Elecciones al Parlamento de Navarra de 1991   | 11.167 (#5)                       | 4,12                              | 2/50                              | 2                                 |
| Elecciones al Parlamento de Navarra de 1995   | 27.773 (#4)                       | 9,43                              | 5/50                              | 3                                 |
| Elecciones al Parlamento de Navarra de 1999   | 20.879 (#4)                       | 6,88                              | 3/50                              | 2                                 |
| Elecciones al Parlamento de Navarra de 2003   | 26.962 (#3)                       | 8,99                              | 4/50                              | 1                                 |
| Elecciones al Parlamento de Navarra de 2007   | 14.337 (#5)                       | 4,41                              | 2/50                              | 2                                 |
| Elecciones al Parlamento de Navarra de 2011 a | 18.457 (#6)                       | 5,71                              | 2/50 b                            | Sin cambios                       |
| Elecciones al Parlamento de Navarra de 2015 a | 12.482 (#7)                       | 3,76                              | 2/50                              | Sin cambios                       |
| Elecciones al Parlamento de Navarra de 2019 a | 10.472 (#6)                       | 3,01                              | 1/50                              | 1                                 |
| Elecciones al Parlamento de Navarra de 2023c  | 20.095 (#6)                       | 6,09                              | 1/50 c                            | Sin cambios                       |

| Resultados electorales de IUN-NEB | Resultados electorales de IUN-NEB | Resultados electorales de IUN-NEB | Resultados electorales de IUN-NEB | Resultados electorales de IUN-NEB |
| Elecciones                        | Votos                             | %                                 | Concejales                        |                                   |
| --------------------------------- | --------------------------------- | --------------------------------- | --------------------------------- | --------------------------------- |
| Elecciones municipales de 1987    | 3.379                             | 1,19                              | 7                                 |                                   |
| Elecciones municipales de 1991    | 7.983                             | 2,91                              | 21                                |                                   |
| Elecciones municipales de 1995    | 21.564                            | 7,41                              | 49                                |                                   |
| Elecciones municipales de 1999    | 17.828                            | 5,99                              | 40                                |                                   |
| Elecciones municipales de 2003    | 22.160                            | 7,35                              | 43                                |                                   |
| Elecciones municipales de 2007    | 12.123                            | 3,62                              | 21                                |                                   |
| Elecciones municipales de 2011 a  | 15.017                            | 4,72                              | 24                                |                                   |
| Elecciones municipales de 2015 a  | 14.958                            | 4,51                              | 23                                |                                   |
| Elecciones municipales de 2019 a  | 10.973                            | 3,19                              | 14                                |                                   |

| Elecciones generales españolas \| Resultados electorales de IUN-NEB \| Resultados electorales de IUN-NEB \| Resultados electorales de IUN-NEB \| Resultados electorales de IUN-NEB \| Resultados electorales de IUN-NEB \| \| Elecciones \| Votos \| % \| Diputados \| \| \| ------------------------------------------- \| --------------------------------- \| --------------------------------- \| --------------------------------- \| --------------------------------- \| \| Elecciones generales de 1986 \| 4.244 (#8) \| 1,55 \| 0/5 \| \| \| Elecciones generales de 1989 \| 15.979 (#5) \| 5,75 \| 0/5 \| \| \| Elecciones generales de 1993 \| 27.043 (#4) \| 8,71 \| 0/5 \| \| \| Elecciones generales de 1996 \| 40.354 (#3) \| 12,45 \| 1/5 \| \| \| Elecciones generales de 2000 \| 23.038 (#3) \| 7,61 \| 0/5 \| \| \| Elecciones generales de 2004 \| 19.899 (#4) \| 5,86 \| 0/5 \| \| \| Elecciones generales de 2008 \| 11.098 (#4) \| 3,27 \| 0/5 \| \| \| Elecciones generales de 2011 a \| 18.224 (#5) \| 5,52 \| 0/5 \| \| \| Elecciones generales de 2015 a \| 14.528 (#7) \| 4,11 \| 0/5 \| \| \| Elecciones generales de 2016 b \| 94.972 (#2) \| 28,32 \| 0/5c \| \| \| Elecciones generales de abril de 2019 b \| 68.393 (#3) \| 18,64 \| 0/5d \| \| \| Elecciones generales de noviembre de 2019 b \| 55.498 (#4) \| 16,57 \| 0/5 d \| \| \| Elecciones generales de 2023 e \| 43.922 (#5) \| 12,85 \| 0/5 d \| \| a Dentro de Izquierda-Ezkerra junto con Batzarre. b Dentro de Unidos Podemos junto con Podemos, Batzarre y Equo. c De ellos, los 2 de Podemos. d 1 de Podemos. e Dentro de Sumar. |             |       |           |
| Resultados electorales de IUN-NEB |             |       |           |
| Elecciones | Votos       | %     | Diputados |
| Elecciones generales de 1986 | 4.244 (#8)  | 1,55  | 0/5       |
| Elecciones generales de 1989 | 15.979 (#5) | 5,75  | 0/5       |
| Elecciones generales de 1993 | 27.043 (#4) | 8,71  | 0/5       |
| Elecciones generales de 1996 | 40.354 (#3) | 12,45 | 1/5       |
| Elecciones generales de 2000 | 23.038 (#3) | 7,61  | 0/5       |
| Elecciones generales de 2004 | 19.899 (#4) | 5,86  | 0/5       |
| Elecciones generales de 2008 | 11.098 (#4) | 3,27  | 0/5       |
| Elecciones generales de 2011 a | 18.224 (#5) | 5,52  | 0/5       |
| Elecciones generales de 2015 a | 14.528 (#7) | 4,11  | 0/5       |
| Elecciones generales de 2016 b | 94.972 (#2) | 28,32 | 0/5c      |
| Elecciones generales de abril de 2019 b | 68.393 (#3) | 18,64 | 0/5d      |
| Elecciones generales de noviembre de 2019 b | 55.498 (#4) | 16,57 | 0/5 d     |
| Elecciones generales de 2023 e | 43.922 (#5) | 12,85 | 0/5 d     |

Elecciones al Parlamento Europeo
| Elecciones europeas de 1987 | 9.453  | 3,41  |
| Elecciones europeas de 1989 | 7.184  | 3,19  |
| Elecciones europeas de 1994 | 29.393 | 13,00 |
| Elecciones europeas de 1999 | 16.132 | 5,57  |
| Elecciones europeas de 2004 | 8.539  | 4,31  |
| Elecciones europeas de 2009 | 6.775  | 3,39  |
| Elecciones europeas de 2014 | 20.704 | 9,48  |
| Elecciones europeas de 2019 | 39.780 | 11,69 |